# Hendrik de Man
Hendrik de Man (Antwerpen, 17 november 1885 – Greng, 20 juni 1953) was een Belgisch socialistisch politicus.

## Levensloop

### Jeugd
De Man stamde uit een Antwerpse familie van liberale en vrijzinnige kleinburgerij. Hij was de zoon van Adolphe De Man, directeur van een maritiem bedrijf en vrijmetselaar, en  Josephine Van Beers, dochter van de Vlaamsgezinde dichter Jan Van Beers. Tijdens zijn middelbare studies aan het Koninklijk Atheneum in Antwerpen, waar hij onder invloed van zijn leraar Pol De Mont interesse ging tonen in de Vlaamse kwestie en de sociale problematiek, maar ook in de Duitse cultuur. Als natuurliefhebber beoefende hij tevens zeer ijverig lichamelijke oefeningen. Samen met zijn schoolgenoten Herman Vos en Leo Picard werd hij aangetrokken door de ideeën van de Nederlandse sociaal-anarchist Ferdinand Domela Nieuwenhuis en de socialistische dichtster Henriette Roland Holst, net als die van de Russische anarchist Pjotr Kropotkin, de Fransman Jean Grave en de Russische schrijver Leo Tolstoj.
Ter gelegenheid van de algemene staking van 1902 voor het algemeen stemrecht trad De Man op zeventienjarige leeftijd toe tot de Internationale der Socialistische Jonge Wachten (ISJW), de jongerenorganisatie van de Belgische Werklieden Partij (BWP). Hij werd onmiddellijk secretaris en redigeerde van 1903 tot 1904 het SJW-blad De Zaaier, de Vlaamse periodiek van deze organisatie. De Man behoorde tot de marxistische strekking van de partij die geloofde dat de proletarische revolutie niet bereikt zou worden door een electoraal kartel van liberalen en socialisten of door de wil om tot elke prijs te regeren. Daarbij gaf hij blijk van een sterk voluntarisme en een groot vertrouwen in de rol die intellectuelen konden spelen in de arbeidersstrijd.
In 1903-1904 studeerde hij natuurwetenschappen aan de ULB en in 1904-1905 voor burgerlijk ingenieur aan de Rijksuniversiteit Gent. In 1905 werd hij uitgesloten aan de Gentse universiteit omdat hij had deelgenomen aan een solidariteitsactie voor de Russische Revolutie, waarbij de bloedige repressie door de Russische ordetroepen aan de kaak werd gesteld. Omdat deze actie uitdraaide op gewelddadige incidenten, belandde de Man een tijdlang in de gevangenis op verdenking van plundering.
Ook in Gent engageerde hij binnen de Socialistische Jonge Wachten en was hij lid van de literaire studentenkring Jonge Krachten en de Vlaamsgezinde studentenvereniging Ter Waarheid. In de schoot van de SJW stichtte De Man een studiekring, waarin hij lezingen gaf over Vlaamse letterkunde en de Vlaamse Beweging. In 1907 was De Man medeoprichter van de Vlaamsche Federatie der Socialistische Jonge Wachten, waarvan hij tot de Eerste Wereldoorlog de officieuze politieke leider was.

### Periode in Duitsland
Na zijn vrijlating uit de gevangenis trok De Man in 1905 naar Leipzig in Duitsland, waar hij economie, psychologie, wijsbegeerte en geschiedenis studeerde. De Man was er eveneens correspondent van de Leipziger Volkszeitung, het toonaangevende marxistische dagblad in Europa. In diezelfde periode had hij contacten met diverse boegbeelden van het marxisme, zoals Rosa Luxemburg en Karl Liebknecht, met wie hij in 1907 de Socialistische Jeugdinternationale stichtte. De Man bleef er de internationale secretaris van tot 1909. In 1909 voltooide hij in Leipzig onder het nauwlettende oog van de Belgische historicus Henri Pirenne een thesis over de Gentse lakenindustrie in de veertiende eeuw. Vervolgens verbleef De Man in 1910 enkele maanden in Londen, waar hij de Britse arbeidersbeweging bestudeerde.

### Terug in België en de Eerste Wereldoorlog
Eind 1910 keerde hij terug naar België en in 1911 werd hij algemeen secretaris van de Centrale voor Arbeidersopvoeding (CAO), opgericht door de Belgische Werkliedenpartij om de opleiding van de kaderleden en aanhangers van de partij te verbeteren en financieel ondersteund door de liberale industrieel Ernest Solvay. Als beloftevolle jonge intellectueel die meerdere talen beheerste en voldoende kennis had over de arbeidersbeweging in verschillende Europese landen was De Man volgens de socialistische leider Emile Vandervelde de geknipte persoon om deze instantie te leiden. De Man ontplooide er een intense activiteit met lokale en regionale afdelingen die conferenties en diepgravende cursussen organiseerden, waar hijzelf zeer actief aan deelnam. In zijn functie van algemeen secretaris ging hij geloven in de emancipatorische kracht van het onderwijs om de proletarische revolutie te ontketenen en introduceerde hij zonder twijfel de kiemen van een marxistische cultuur in de socialistische arbeidersbeweging. Tegelijk ging hij gematigder kijken naar de arbeiderskwestie en omarmde hij de strategie van zijn partij om de proletarische revolutie op een vreedzame manier te verwezenlijken door een meerderheid in het parlement te veroveren.
De Man verzorgde tevens bijdragen in Die Neue Zeit, een Duits socialistisch tijdschrift onder leiding van de marxistische denker Karl Kautsky. In dit blad publiceerde hij in 1911 met Louis de Brouckère een artikel met kritische beschouwingen over het reformisme waar de Belgische Werkliedenpartij voor stond. Hij verweet de partij een gebrek aan theoretische basis en vond dat ze te weinig aandacht had voor het syndicalisme en zich te veel richtte op het parlementarisme en het opzetten van coöperatieven. De Man en de Brouckère probeerden dit artikel eveneens gepubliceerd te krijgen in België, maar dit mislukte door de grote tegenstand van leidende socialistische figuren als Edward Anseele, die de kritiek op de partijkoers van de marxistische strekking binnen de BWP als verraad bestempelde. Uiteindelijk besliste deze marxistische strekking haar eigen blad op te richten, La Lutte des Classes, waarvan de Man een van de belangrijkste medewerkers werd.
In juli 1914 maakte hij in Parijs als tolk de besprekingen tussen Franse en Duitse socialisten mee en was getuige van de vredesinspanningen van Jean Jaurès. Toen de Eerste Wereldoorlog niettemin uitbrak, nam hij dienst als vrijwilliger in het Belgische leger. Tegen het einde van de oorlog was hij officier. In deze functie vervulde hij verbindingsmissies met de Britse troepen en verbleef hij af en toe in de koninklijke residentie in De Panne, waar hij bevriend raakte met koningin Elisabeth. Tijdens de Eerste Wereldoorlog toonde de Man zich kritisch tegenover de arbeidersklasse, die in zijn ogen te weinig opkwam voor de wil van de natie en de democratie. Hierdoor ging hij het concept van dictatuur van het proletariaat als onhaalbaar beschouwen en kwam hij tot de conclusie dat de meerderheid een instrument is waarover de minderheid regeert. De bevrijding van het kapitalisme zou er niet komen door de arbeidersklasse, poneerde hij, maar zou het privilege zijn van een beperkte groep van intellectuelen. Bij dit gedachtegoed speelde het principe van sociaal darwinisme mee, dat in die tijd een belangrijke rol speelde in het gedachtegoed van Vlaamse intellectuelen.
In tegenstelling tot partijgenoten als Camille Huysmans toonde Hendrik de Man zich afkerig tegenover elke vrede met de Duitsers die niet uit was op een totale vernietiging van de bezetter. Om die reden trok hij in april 1917 met Emile Vandervelde en Louis de Brouckère naar Rusland om het Voorlopige Regering van Aleksandr Kerenski ertoe te overhalen om niet toe te geven aan de oproep van de oprukkende bolsjewieken om vrede te sluiten met de Duitsers, maar in plaats daarvan naar Berlijn te marcheren om daar de vlag van de overwinning neer te planten. Later dat jaar reisde hij als lid van een regeringsdelegatie naar de Verenigde Staten om daar de methodes van de arbeidersbeweging te bestuderen.
Na de oorlog voelde De Man zich aangesproken door het ideeëngoed van de Amerikaanse president Woodrow Wilson, die pleitte voor het zelfbeschikkingsrecht voor volkeren en een verbond van landen om de wereldvrede te garanderen. Hij toonde zich dan ook ontgoocheld in het revanchistische nationalisme van de geallieerden die Duitsland de zeer vernederende Vrede van Versailles oplegden en nam in 1919 teleurgesteld zijn koffers om met zijn gezin naar Noord-Amerika te emigreren. Eerst vestigde het gezin zich in Canada en daarna in de Verenigde Staten. Hetzelfde jaar publiceerde hij in New York het werk The Remaking of Mind, waarin hij zijn visie op de arbeidersbeweging neerpende. Hij begaf zich op het domein van sociale psychologie en legde de nadruk op de opvoeding en de culturele verheffing van het proletariaat, waarbij hij het concept van zelfemancipatie afwees ten gunste van dat van maakbaarheid en het begrip klasse verving door het begrip mens. Met zijn elitaire en sociaal darwinistische ideeën stond De Man niet alleen in de socialistische bewegingen, ook leidende figuren als Emile Vandervelde en Jules Destrée hingen soortgelijke ideeën aan.

### Opnieuw in Duitsland en politiek engagement binnen de BWP
In 1921 keerde De Man op verzoek van Emile Vandervelde terug naar België om als directeur de werking van de pas opgerichte Arbeidershogeschool in Ukkel in goede banen te leiden. De Man gaf er tevens cursussen over sociale psychologie en arbeidersopvoeding en zette eveneens in op syndicale opleidingen. Hij was gewonnen voor samenwerking met de Weimarrepubliek en dan met name de Duitse sociaaldemocraten, maar daarmee ging hij lijnrecht in tegen de patriottische-nationalistische tijdsgeest die na het einde van de Eerste Wereldoorlog in België heerste. De ontgoochelde De Man keerde daarom in 1922 terug naar Duitsland om zich volledig toe te leggen op wetenschappelijk werk. Hij doceerde sociale psychologie aan het Institut für Sozialforschung van de universiteit van Frankfurt en de Akademie der Arbeit van deze instelling. In 1926 verscheen zijn werk Die Psychologie des Sozialismus en in 1933 Die sozialistische Idee, waarin hij opnieuw de nadruk legde op sociale psychologie, het marxisme zoals vormgegeven in de Sovjet-Unie bekritiseerde en een aanzet gaf tot het economisch planisme.
De Man, die altijd al sceptisch stond tegenover het concept van parlementaire democratie, toonde zich in die tijd niet afkerig tegenover het oprukkende fascisme. Vooral de radicale antikapitalistische elementen in deze ideologie spraken De Man aan, die volgens hem de middenklasse beter ten goede kwam dan de inefficiënte sociaaldemocratie. De democratie kon in zijn eigen ogen enkel gered worden door revolutionaire en dictatoriale maatregelen te nemen en om die reden was hij een voorstander van samenwerking met de sociaal-revolutionaire strekking van de opkomende NSDAP, met Gregor Strasser als belangrijkste vertegenwoordigers. De onderdrukking van deze sociaal-revolutionaire ambities door Adolf Hitler maakten echter een einde aan deze illusie. Na de machtsovername door de NSDAP werd De Man in september 1933 als linkse academicus ontslagen aan de Universiteit van Frankfurt.
Vervolgens werd De Man door de socialistische leider Emile Vandervelde opnieuw naar België geroepen om leiding te geven aan het door de algemene raad van de Belgische Werkliedenpartij opgerichte Bureau voor Sociaal Onderzoek. De partij bevond zich op dat moment in moeilijkheden; de BWP vond geen afdoende antwoord op de economische crisis van de jaren '30 en kreeg steeds sterkere concurrentie van de communistische KPB. Het Bureau diende dan ook een oplossing te vinden voor de economische crisis die het industrieel weefsel van het land bedreigde. De neomarxistische De Man beschouwde het reformistische karakter van de BWP als de belangrijkste reden van de crisis waarin de partij verkeerde en werkte met medewerking van senator Arthur Jauniaux en Kamerlid Max Buset het Plan van de Arbeid uit, dat een antwoord moest bieden op de opmars van het communisme enerzijds en het fascisme en nazisme anderzijds. Het Plan, bijgenaamd 'plan-De Man', werd vol enthousiasme aangenomen op het kerstcongres van de BWP in 1933 en voorzag in de installatie van een zogenaamde plansocialistische economie. Op datzelfde congres werd De Man officieel verkozen tot ondervoorzitter van de partij.
Een tweede vernieuwing die hij doorvoerde in de BWP was de transformatie van arbeiderspartij naar volkspartij. De BWP moest een beleid voeren of een retoriek aanhangen die zowel arbeiders, kleine zelfstandigen en de burgerij kon aanspreken. Aldus moest de BWP afstappen van de (sociaal) deterministische visie van het socialisme en meer de ethiek en het voluntarisme naar voren schuiven als de basis van het BWP-beleid.

### Plan-De Man
Via economische planning door middel van vijf economische secretariaten die beheerd werden door technocraten zou een einde gesteld worden aan de werkloosheid en zo ook aan de voedingsbodem voor de fascisten. De grootste vijand was het monopoliekapitalisme, waar de staat zijn invloed verliest aan de grote bedrijven. Zijn plan voorzag dan ook in een beleid van nationalisering van basisindustrieën en wilde middels een programma van infrastructuurwerken de economische crisis bekampen.
Als voorstander van een 'autoritaire democratie' wilde De Man de regering verlossen van het 'juk der partijen'. De verlammende invloed van partijen op de vlotte werking van de regering en de onophoudelijke kritiek van het parlement moesten ingedijkt worden, wilde de staat zijn machtig potentieel niet willen verliezen aan de vrije markt. Aldus voorzag het plan in legislatuurregeringen en was de regering geen verantwoording meer verschuldigd aan het parlement. Het enige criterium waar de regering aan getoetst mocht worden was het al dan niet voldoen aan het algemeen belang. Dit algemeen belang kon volgens De Man eenduidig geïnterpreteerd worden.
In maart 1935 trad de katholiek-liberale regering-Theunis IV af omdat haar aanpak van de economische crisis was mislukt, waardoor een devaluatie van de Belgische frank onvermijdelijk was geworden. Vervolgens vormde Paul van Zeeland een regering van nationale eenheid waarvan de socialisten deel gingen uitmaken. Het regeerakkoord van de regering-Van Zeeland I bevatte belangrijke elementen van het Plan van de Arbeid; zo wilde de regering grootschalige infrastructuurwerken doorvoeren om de relance van de economie te bevorderen. In deze regering werd De Man minister van Openbare Werken, een functie die bekleedde tot de vorming van de regering-Van Zeeland II in juni 1936. In deze regering en daarna de regering-Janson was hij tot maart 1938 minister van Financiën. Van 1936 tot 1946 zetelde hij daarenboven als gecoöpteerd senator in de Senaat.
Als minister probeerde hij de economische structuurhervormingen in zijn Plan van de Arbeid door te voeren door een Dienst voor Economisch Herstel op, die de Belgische economie moest hervormen tot een meer centraal geleide economie. Dit mislukte echter door de tegenwerking van de katholieken en liberalen in de regering en door de tegenkanting van de financiële sector en de logge bureaucratie. Hierdoor diende De Man teleurgesteld zijn ontslag in als minister. De hele episode sterkte hem in zijn idee dat de invloed van de geldmachten enkel gebroken kon worden middels een sterke autoritaire staat, bij voorkeur onder leiding van een koning in een Europese gemeenschap, desnoods onder Duitse hegemonie.
Hoewel hij met zijn autoritaire ideeën een buitenbeentje was in zijn partij werd De Man na het overlijden van Emile Vandervelde in mei 1939 verkozen tot partijvoorzitter van de BWP en werd hij eveneens hoofdredacteur van het Nederlandstalige partijmaandblad Leiding. Als partijvoorzitter was hij gewonnen voor een strikte neutraliteitspolitiek om een nieuwe oorlog met Duitsland te vermijden, hoewel die stevig werd betwist binnen de partij. Ook na het Molotov-Ribbentroppact en de invasie van Polen door Duitsland, die tot het begin van de Tweede Wereldoorlog leidde, bleef De Man hiervoor gewonnen. Nadat de Algemene Raad van de BWP hem in december 1939 niet meer volgde in zijn strikte neutraliteitspolitiek, raakte hij meer en meer geïsoleerd binnen de partij. Van september 1939 tot januari 1940 was hij nog minister zonder Portefeuille in de regering-Pierlot III, een regering van nationale eenheid die na de Duitse invasie in Polen op de been werd gebracht.

### Collaboratie, ballingschap en dood
De Duitse inval in mei 1940, de daaropvolgende Belgische capitulatie en de successen van het Duitse leger in andere landen bevestigden voor De Man zijn scepsis over democratie. In die dagen ontpopte hij zich tot een belangrijke raadgever van koning Leopold III, die net als hij van mening was dat het geen zin had om verder te strijden tegen de Duitsers en dat Duitsland de oorlog had gewonnen.
Op 28 juni 1940 publiceerde De Man zijn spraakmakende 'Manifest', waarin hij de ontbinding van de Belgische Werkliedenpartij uitriep. Hij riep de socialisten op zich niet te verzetten tegen de bezetter, integendeel, volgens hem bood "de ineenstorting van een vermolmde wereld" nieuwe opportuniteiten en lag de weg open naar "Europese vrede en sociale rechtvaardigheid". Terwijl de meeste socialistische leiders het land ontvluchtten, bleef De Man in België. Hij bood zijn diensten aan bij koning Leopold III en was de enige politicus die aan diens zijde bleef staan.
Getrouw aan de neutraliteitspolitiek van oktober 1936 ontplooide hij onder de bezetting een neutralistische, sociale en economische activiteit met opschorting van de politieke actie van de BWP. Toch bereidde hij, samen met zijn rechterhand Edgard Delvo en een groot deel van het socialistische kader, mee de oprichting voor van de Unie van Hand- en Geestesarbeiders, een eenheidsvakbond van arbeiders en bedienden, aanvankelijk met instemming van de bezetter.
Vlaamsgezinde collaborateurs en de bezetter begonnen evenwel wantrouwen te koesteren tegen zijn belgicistische aspiraties. In het voorjaar van 1941 werd hem een verbod opgelegd om publiek op te treden. Daarop trok hij zich terug in een Alpenhut in La Clusaz (Haute-Savoie, Frankrijk).
Na de Bevrijding van augustus 1944 vond hij met de steun van een socialistische medestander politiek asiel in Zwitserland. Op 12 september 1946 veroordeelde de Belgische krijgsraad hem bij verstek tot een gevangenisstraf van twintig jaar en tien miljoen frank schadevergoeding voor zijn collaboratie tijdens de oorlog. Daarnaast verloor De Man zijn militaire rangen, omdat hij de belangen van de vijand had gediend.
De Man bleef tot aan zijn dood in Zwitserland wonen. Vanaf 1947 was hij onder een schuilnaam ook medewerker voor het dagblad De Standaard. Op 20 juni 1953 kwamen hij en zijn vrouw om het leven toen hun auto nabij Murten door een trein werd gegrepen, wat door zijn zoon Jan en door anderen als een mogelijke zelfmoord werd beschouwd.

## Publicaties

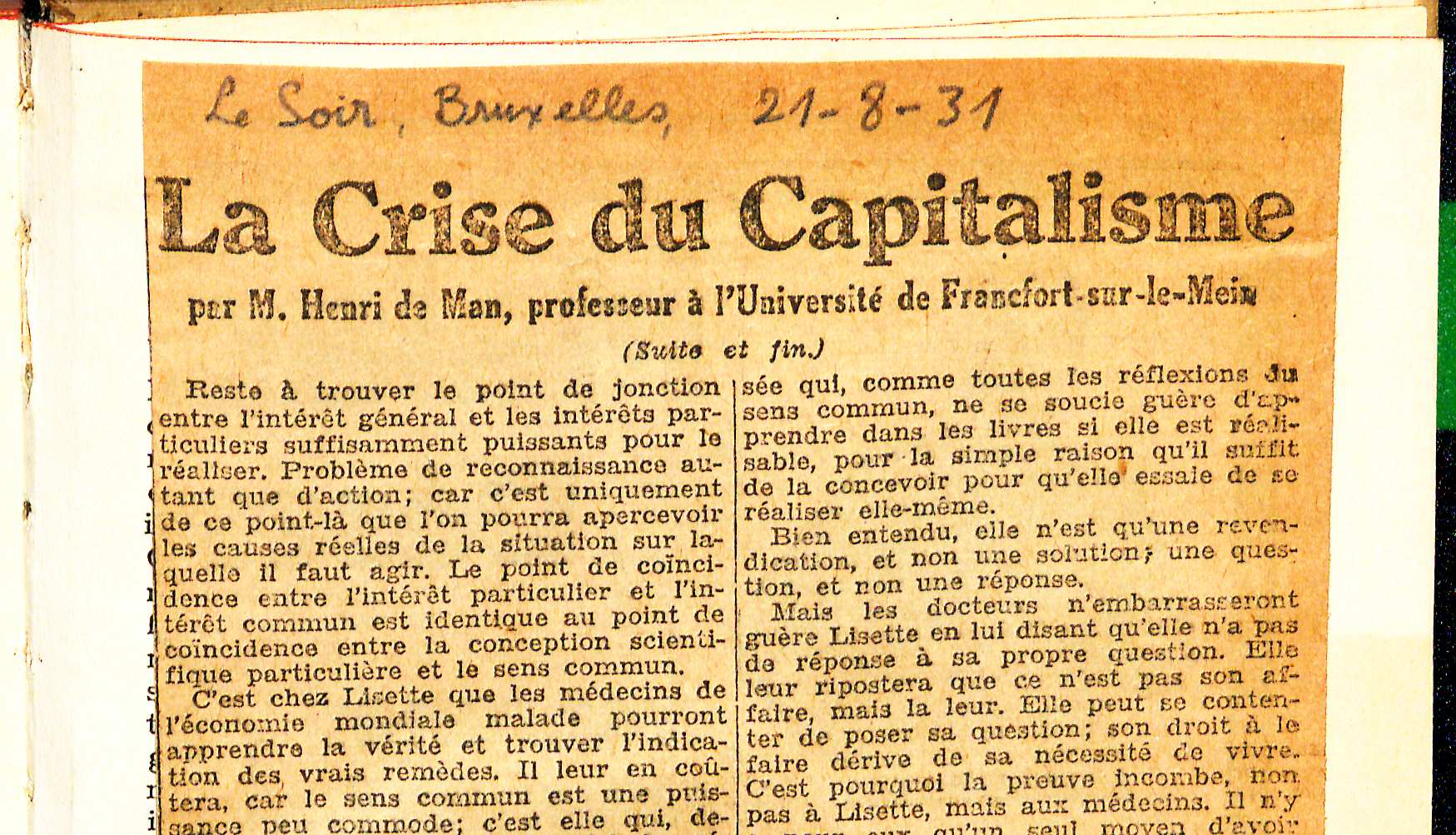
Artikel in Le Soir "La Crise du Capitalisme", 31 augustus 1931

- Psychologie van het socialisme (1926)
- Opbouwend socialisme (1931)
- Voor een Plan van Actie (1934)
- Après coup, memoires, Brussel, 1941.
- Cavalier seul, Genève, Ed. du Cheval Ailé, 1948.
- Au delà du marxisme, Parijs, éditions du Seuil,1974.